# Tataros
Tataros (románul: Brusturi, németül: Brestur), település Romániában, a Partiumban, Bihar megyében.

## Fekvése
A Réz-hegység alatt, Felsőtótfalu és Szóvárhegy közt fekvő település.

## Története
Tataros nevét 1360-ban Tatarpatak néven említette először oklevél.
1490-ben Tatharos, 1692-ben Tataros', 1808-ban Tatáros, Brusztur, 1851-ben Tataros néven írták.
Hegyeiben az 1800-as években nagy kőszénrétegeket találtak, és kitűnő aszfaltbányája is volt.
Az itteni erdőkben kézzel árkolt sáncok nyomai láthatók, melyet a nép Csetánye máre (Nagy vár) néven említ, s azt állítja róla, hogy ott egykor nagy erősség volt, mely a tatárjárás alatt pusztult el.
A falu határában levő Szklatyina-dűlőn pedig sósvizű forrás van.
A falu melletti Gyepes-patakban pedig még az 1800-as évek végén is pisztrángok és rákok éltek.
Az 1800-as évek elején a báró Huszár család volt a földesura, később pedig gróf Seilern Ferencznek volt itt nagyobb birtoka.
1910-ben 2100 lakosából 718 magyar, 27 német, 1290 román, 48 cigány volt. Ebből 293 római katolikus, 314 református, 1310 görögkeleti ortodox volt.
A trianoni békeszerződés előtt Bihar vármegye Szalárdi járásához tartozott.

## Nevezetességek
- Görög keleti temploma - az 1800-as években épült.